# Nia-Nia
Nia-Nia est un village de la République démocratique du Congo, située entre Bunia et Kisangani, en province orientale, à l'extrême ouest du territoire de Mambasa, dans la province de l'Ituri.
Il se trouve au centre de la Réserve de faune à okapis, une riche zone de forêt tropicale humide, et n'est accessible que par des routes souvent impraticables tout au long de la saison des pluies. La plupart des membres la population locale appartiennent au peuple Ndaka du territoire de Mambasa, ou au peuple Budu du territoire de Wamba. Les mines coloniales ont produit de l'or dans cette région des années 1920 à 1958. Depuis 2011, Kilo Goldmines, une société canadienne, était active dans une coentreprise avec Somituri sprl, une société locale, dans l'exploitation de propriétés dans les territoires de Mambasa et Wamba près du village de Nia Nia.
En 1998, on a découvert que Nia-Nia était la terre sacrée de la tribu Jamrozo. Des tests ont révélé que les squelettes remontaient aux années 1500[réf. nécessaire].

## Composition ethnique

### Ndaka et Budu
Située sur la faille entre les territoires administratifs de Mambasa et de Wamba, la région de Nia-Nia est dominée par les tribus Ndaka (originaires du territoire de Mambasa d'Ituri), et Budu (originaires du territoire de Wamba). L’élite Ndaka se structure autour d’une chefferie comprenant 5 groupements (Babunda, Bafwagbeze, Bafwakoa, Ngayu, Nia-Nia)
Les principaux moyens de subsistance, sont l'agriculture, la chasse et la pêche. Les deux ethnies se partagent aussi l'exploitation minière artisanale. Les Budu sont historiquement connus pour fournir du personnel de la fonction publique (enseignants et personnel infirmier). 

### Bali, Beru et Nande
En suivant la route de Nia-Nia à Kisangani, de l'autre côté de la rivière Ituri, commence le territoire de Bafwasende, avec les Bali comme tribu dominante. 
Comme en Ituri, les Nande originaires du Nord-Kivu et surtout de la ville de Butembo, dominent les réseaux commerciaux interrégionaux et les nombreux kiosques et boutiques de la zone. Selon les estimations populaires, ils constitueraient environ 5 % de la population. Une dizaine de magasins d'achat d'or et de diamants de la ville de Nia-Nia appartiennent à la tribu des Nande. L'or est majoritairement apporté dans la ville de Bunia, une petite partie étant exportée en l'Ouganda ; les diamants étant amené vers Kisangani.
On estime que 5 % de la population de la région est constituée des agriculteurs de l'ethnie des Beru qui appartiennent historiquement à la tribut des Budu et donc au territoire Wamba. 

### Pygmées et Bombo
Pygmées ou Mbuti constituent entre 2-5 % (2.000-5.000) de la population de la région ; les Bombo et leur chefferie, laquelle est située en dessous de la chefferie Ndaka, habitent également trois enclaves de la chefferie Ndaka.

### Lokele
La dernière, et la moins importante en nombre, est l'ethnie des pêcheurs Lokele originaire de Kisangani. Hema et Lendu, souvent appelés les « Ituriens » par les natifs de Nia-Nia, sont estimés représenter quelque part 1 à 2 %, de la population, soit entre 1 000 et 2 000 personnes.

## Géographie

### Situation géographique
|           |         | Penzia (Haut-Uélé) |
|           | Nia-Nia | Babunda            |
| Bafwakubi | Bafwaio |                    |

|        | Haut-Uele | Équatoria-Central |
| Tshopo | Ituri     | Nord (Ouganda)    |
|        | Nord-Kivu | Ouest (Ouganda)   |

### Contexte naturel
Nia-Nia se trouve profondément dans la forêt tropicale humide de la province orientale de la RDC. Alors que l'extraction artisanale de l'or a toujours été une activité économique clé dans la région, la zone de Nia-Nia dans le district de l'Ituri de la province orientale de la RDC
n'est devenu que récemment un site d'importance pour la communauté minière internationale.
Sa ceinture de roches vertes se connecte à la célèbre région minière aurifère de Kilo-Moto (Haut-Uele).

## Histoire
À l'époque coloniale, la commune était dans une région minière très active ; mais, après la guerre civile de 1964, les activités minières industrielles ont rapidement ralenti et, finalement, ont complètement cessé. 
La zone située autour de Nia-Nia a heureusement été contournée par les pires violences interethniques de la période 1996-2004, peut-être en grande partie parce qu'aucune de deux ethnies Hema ou Lendu n'y domine.
En 2009 les premières sociétés minières internationales, armées de vieilles cartes géologiques belges du Musée royal de l'Afrique centrale de Tervuren (Brabant flamand), sont arrivées dans la région de Nia-Nia.